# Rissoina indiscreta
Rissoina indiscreta is een slakkensoort uit de familie van de Rissoidae. De wetenschappelijke naam van de soort is voor het eerst geldig gepubliceerd in 1989 door Leal & Moore.